# Apostolul Stahie
Apostolul Stahie (în greacă Στάχυς, transliterat: Stahis; n.  ? – d. 54 d.Hr., Bizanț, Imperiul Otoman, Turcia), este socotit în mod tradițional drept primul episcop al Bizanțului, care ar fi păstorit în perioada 38-54 și care ar fi avut o strânsă legătură cu Sfântul Andrei și cu Sfântul Pavel. 
O scriere pseudoepigrafă despre Faptele celor șaptezeci, scriere atribuită episcopului Dorotheos din Tyros (secolul al V-lea), îl enumeră pe Stahie între cei 70 de apostoli ai lui Isus din Nazaret. Aceeași scriere relatează consacrarea lui Stahie de către Andrei ca episcop de Bizanț.
Informațiile au fost preluate în martirologiul roman și în cel bazilian. Acesta din urmă a extins relatările despre Stahie, descriind activitatea sa în orașul Argyroupolis din Tracia. Informațiile au fost reluate de istoricul bizantin Nikephoros Kallistos Xanthopoulos (sec. al XIII-lea).
Ficțiunea consacrării lui Stahie de către apostolul Andrei, datată în secolul al VII-lea, a fost menită a da legitimitate apostolică Episcopiei de Constantinopol, ridicată la rang de patriarhie onorifică în anul 381 și patriarhie de jure în 451, respectiv de a-l revendica pe apostolul Andrei drept sfântul ei patron. Episcopia de Bizanț (după 330  Episcopia de Constantinopol) a fost inițial sufragană a episcopiei din Herakleia (la Marea Marmara), iar mitropolitul de Herakleia și-a păstrat până la sfârșitul Imperiului Bizantin dreptul de consacrare al patriarhului de Constantinopol.
Bisericile Răsăritene și Biserica Catolică îl sărbătoresc pe Apostolul Stahie pe 31 octombrie, iar Biserica Armeană pe 15 iunie. 